# Georges Henri Ruedin
Georges Henri Ruedin (* 22. März 1895 in Fontainemelon; † 16. September 1953 in Bern; genannt Georgy) war ein Schweizer Uhrenfabrikant im Berner Jura.

## Leben
Nach dem Besuch des Technikums Biel ab 1910 wurde Ruedin 1923 stellvertretender Direktor der Televox Genossenschaft in Neuenburg, welche Telegraphen und drahtlose Telefone herstellte. Zwei Jahre später eröffnete er in derselben Stadt eine Handelsniederlassung für Metalle und metallverarbeitende Maschinen.
Im Jahre 1926 gründete Georges Ruedin zusammen mit Albert Jaquat in Bassecourt die Uhrengehäusefabrik Jaquat Ruedin & Co, welche er ab 1933 unter seinem Namen Georges Ruedin und ab 1951 als Georges Ruedin SA betrieb. Nach der Gründung profitierte das Unternehmen von Aufträgen aus der väterlichen Reconvilier Watch Co.
Ruedin war Präsident der Schweizerischen Vereinigung der Hersteller von Metall- und Blechdosen. Während des Zweiten Weltkrieges bezeichnete er den Rang eines Hauptmanns der Infanterie. Von 1928 bis 1930 war er in Bassecourt Mitglied des Gemeinderates für die freisinnige Partei. Als Geschichtsfreund finanzierte er die archäologischen Ausgrabungen des burgundischen Friedhofes von Bassecourt und war Ehrenmitglied des von seinem Onkel Jämes Ruedin mitgegründeten Jurassischen Museums in Delsberg.
Georges Henri Ruedin war der Sohn von Georges Louis Ruedin.